# Bernadetta Blechacz
Bernadetta Grażyna Blechacz (ur. 30 lipca 1955 w Kcyni) – polska lekkoatletka, oszczepniczka.

## Życiorys
Zawodniczka Tucholanki Tuchola i gdańskich klubów: Neptuna oraz Lechii. Olimpijka z Moskwy (1980), gdzie zajęła 9. miejsce (61.46). Była 8. podczas mistrzostw Europy w Pradze (1978) z wynikiem 60,14. 5-krotna mistrzyni Polski, rekord życiowy – 62,76 w 1979. W tymże roku dziewiąta w rankingu Track and Field News.